# Nick Deacy
Nick Deacy (Cardiff, 19 luglio 1953) è un ex calciatore gallese, di ruolo attaccante.

## Palmarès

### Club

#### Competizioni nazionali
- Campionato olandese: 2

PSV Eindhoven: 1975-1976, 1977-1978

#### Competizioni internazionali
- Coppa UEFA: 1

PSV Eindhoven: 1977-1978